# Анна-Лена Гренефельд
Анна-Лена Гренефельд (нім. Anna-Lena Grönefeld, 4 червня 1985) — колишня німецька тенісистка, переможниця Відкритого чемпіонату Франції та Вімблдонського турніру в міксті.
Пік кар'єри Гренефельд в одиночному розряді припадає на 2005-2006 роки. Після того, вона набагато успішніше грала в парному розряді та міксті. 
На Вімблдоні-2009 Гренефельд перемогла у міксті, граючи з багамцем Марком Ноулзом, а на Ролан-Гарросі-2014 — з нідерландцем Жан-Жульєном Роєром.
В Кубку Федерації рахунок перемог-поразок становить 20–18.
Завершила кар'єру 2019 року.

## Значні фінали

### Фінали турнірів Великого шолома

#### Мікст (2–2)
| Результат | Рік  | Турнір      | Поверхня | Партнер         | Супротивники                     | Рахунок           |
| --------- | ---- | ----------- | -------- | --------------- | -------------------------------- | ----------------- |
| Перемога  | 2009 | Wimbledon   | Трава    | Марк Ноулз      | Леандер Паес Кара Блек           | 7–5, 6–3          |
| Перемога  | 2014 | French Open | Ґрунт    | Жан-Жульєн Роєр | Юлія Ґерґес Ненад Зімоньїч       | 4–6, 6–2, [10–7]  |
| Поразка   | 2016 | Wimbledon   | Трава    | Роберт Фара     | Генрі Контінен Гезер Вотсон      | 6–7(5–7), 4–6     |
| Поразка   | 2017 | French Open | Ґрунт    | Роберт Фара     | Габріела Дабровскі Роган Бопанна | 6–2, 2–6, [10–12] |

### Прем'єрні обов'язкові/з чільних п'яти

#### Парний розряд (1–9)
| Результат | Рік  | Турнір                   | Покриття | Партнер             | Опоненти                                 | Рахунок           |
| --------- | ---- | ------------------------ | -------- | ------------------- | ---------------------------------------- | ----------------- |
| Перемога  | 2005 | Мастерс Канада           | Тверде   | Мартіна Навратілова | Кончита Мартінес Вірхінія Руано Паскуаль | 5–7, 6–3, 6–4     |
| Поразка   | 2006 | Southern California Open | Тверде   | Меган Шонессі       | Кара Блек Ренне Стаббс                   | 2–6, 2–6          |
| Поразка   | 2006 | Toronto                  | Тверде   | Кара Блек           | Мартіна Навратілова Надія Петрова        | 1–6, 2–6          |
| Поразка   | 2012 | Toray Pan Pacific Open   | Тверде   | Квета Пешке         | Ракел Атаво Абігейл Спірс                | 1–6, 4–6          |
| Поразка   | 2013 | Toronto                  | Тверде   | Квета Пешке         | Єлена Янкович Катарина Среботнік         | 7–5, 2–6, [6–10]  |
| Поразка   | 2013 | Мастерс Цинциннаті       | Тверде   | Квета Пешке         | Сє Шувей Пен Шуай                        | 6–2, 3–6, [10–12] |
| Поразка   | 2017 | Toronto                  | Тверде   | Квета Пешке         | Катерина Макарова Олена Весніна          | 0–6, 4–6          |
| Поразка   | 2019 | Мастерс Рим              | Ґрунт    | Демі Схюрс          | Вікторія Азаренко Ешлі Барті             | 6–4, 0–6, [3–10]  |
| Поразка   | 2019 | Toronto                  | Тверде   | Демі Схюрс          | Барбора Крейчикова Катержина Сінякова    | 5–7, 0–6          |
| Поразка   | 2019 | Cincinnati               | Тверде   | Демі Схюрс          | Луціє Градецька Андрея Клепач            | 4–6, 1–6          |

## Фінали турнірів WTA

### Одиночний розряд: 4 (1 титул, 3 поразки)
| Легенда                                      |
| -------------------------------------------- |
| Турніри Великого шолома (0–0)                |
| Tour Championships (0–0)                     |
| Tier I / Premier Mandatory & Premier 5 (0–0) |
| Tier II / Premier (0–2)                      |
| Tier III, IV & V / International (1–1)       |

| Фінали за покриттям |
| ------------------- |
| Тверде (0–3)        |
| Ґрунт (1–0)         |
| Трава (0–0)         |
| Килим (0–0)         |

| Результат | W–L | Дата                                 | Турнір                               | Tier     | Покриття   | Опонент          | Рахунок       |
| --------- | --- | ------------------------------------ | ------------------------------------ | -------- | ---------- | ---------------- | ------------- |
| Поразка   | 0–1 | Volvo Women's Open 2005              | Pattaya Women's Open, Pattaya City   | Tier IV  | Тверде     | Кончита Мартінес | 3–6, 6–3, 3–6 |
| Поразка   | 0–2 | Wuhan Open 2005                      | China Open (теніс), Beijing          | Tier II  | Тверде     | Марія Кириленко  | 3–6, 4–6      |
| Поразка   | 0–3 | Fortis Championships Luxembourg 2005 | BGL Luxembourg Open, Люксембург City | Tier II  | Тверде (i) | Кім Клейстерс    | 2–6, 4–6      |
| Перемога  | 1–3 | 2006                                 | Abierto Mexicano TELCEL, Acapulco    | Tier III | Ґрунт      | Флавія Пеннетта  | 6–1, 4–6, 6–2 |

### Парний розряд: 44 (17 титулів, 27 поразок)
| Легенда                                      |
| -------------------------------------------- |
| Турніри Великого шолома (0–0)                |
| Tour Championships (0–0)                     |
| Tier I / Premier Mandatory & Premier 5 (1–9) |
| Tier II / Premier (7–8)                      |
| Tier III, IV & V / International (9–10)      |

| Фінали за покриттям |
| ------------------- |
| Тверде (11–22)      |
| Ґрунт (5–4)         |
| Трава (0–1)         |
| Килим (1–0)         |

| Результат | W–L   | Дата | Турнір                                      | Tier          | Покриття   | Партнер             | Опоненти                                 | Рахунок                |
| --------- | ----- | ---- | ------------------------------------------- | ------------- | ---------- | ------------------- | ---------------------------------------- | ---------------------- |
| Поразка   | 0–1   | 2004 | Nordea Nordic Light Open, Stockholm, Швеція | Tier IV       | Тверде     | Еммануель Гальярді  | Алісія Молік Барбара Шетт                | 3–6, 3–6               |
| Поразка   | 0–2   | 2004 | Vancouver Open, Канада                      | Tier V        | Тверде     | Ельс Калленс        | Бетані Маттек-Сендс Абігейл Спірс        | 3–6, 3–6               |
| Поразка   | 0–3   | 2004 | Мастерс Цинциннаті, США                     | Tier III      | Тверде     | Еммануель Гальярді  | Марлен Вайнгартнер Джилл Крейбас         | 5–7, 6–7(2–7)          |
| Поразка   | 0–4   | 2004 | Porsche Tennis Grand Prix, Німеччина        | Tier II       | Тверде (i) | Юлія Шруфф          | Кара Блек Ренне Стаббс                   | 3–6, 2–6               |
| Перемога  | 1–4   | 2005 | Pattaya Women's Open, Pattaya City, Таїланд | Tier IV       | Тверде     | Маріон Бартолі      | Марта Домаховська Сільвія Талая          | 6–3, 6–2               |
| Перемога  | 2–4   | 2005 | Мастерс Канада, Toronto, Канада             | Tier I        | Тверде     | Мартіна Навратілова | Кончита Мартінес Вірхінія Руано Паскуаль | 5–7, 6–3, 6–4          |
| Перемога  | 3–4   | 2005 | Commonwealth Bank Tennis Classic, Індонезія | Tier III      | Тверде     | Меган Шонессі       | Янь Цзи Чжен Цзє                         | 6–3, 6–3               |
| Перемога  | 4–4   | 2006 | Abierto Mexicano TELCEL, Acapulco, Мексика  | Tier III      | Ґрунт      | Меган Шонессі       | Асагое Сінобу Емілі Луа                  | 6–1, 6–3               |
| Перемога  | 5–4   | 2006 | Silicon Valley Classic, США                 | Tier II       | Тверде     | Шахар Пеєр          | Марія Елена Камерін Хісела Дулко         | 6–1, 6–4               |
| Поразка   | 5–5   | 2006 | Southern California Open, San Diego, США    | Tier I        | Тверде     | Меган Шонессі       | Кара Блек Ренне Стаббс                   | 2–6, 2–6               |
| Поразка   | 5–6   | 2006 | Canadian Open, Montreal, Канада             | Tier I        | Тверде     | Кара Блек           | Мартіна Навратілова Надія Петрова        | 1–6, 2–6               |
| Поразка   | 5–7   | 2006 | BGL Luxembourg Open, Люксембург             | Tier II       | Тверде (i) | Лізель Губер        | Квета Пешке Франческа Ск'явоне           | 6–2, 4–6, 1–6          |
| Перемога  | 6–7   | 2007 | Sydney International, Австралія             | Tier II       | Тверде     | Меган Шонессі       | Маріон Бартолі Мейлен Ту                 | 6–3, 3–6, 7–6(7–2)     |
| Перемога  | 7–7   | 2008 | Porsche Tennis Grand Prix, Німеччина        | Tier II       | Тверде (i) | Патті Шнідер        | Квета Пешке Ренне Стаббс                 | 6–2, 6–4               |
| Поразка   | 7–8   | 2008 | Zurich Open, Швейцарія                      | Tier II       | Тверде (i) | Патті Шнідер        | Кара Блек Лізель Губер                   | 1–6, 6–7(3–7)          |
| Перемога  | 8–8   | 2008 | Tournoi de Québec, Канада                   | Tier III      | Килим (i)  | Ваня Кінг           | Джилл Крейбас Тамарін Танасугарн         | 7–6(7–3), 6–4          |
| Перемога  | 9–8   | 2009 | Brisbane International, Австралія           | International | Тверде     | Ваня Кінг           | Клаудія Янс-Ігначик Аліція Росольська    | 3–6, 7–5, [10–5]       |
| Перемога  | 10–8  | 2009 | Linz Open, Австрія                          | International | Тверде (i) | Катарина Среботнік  | Клаудія Янс Аліція Росольська            | 6–1, 6–4               |
| Поразка   | 10–9  | 2010 | Monterrey Open, Мексика                     | International | Тверде     | Ваня Кінг           | Івета Бенешова Барбора Стрицова          | 6–3, 4–6, [8–10]       |
| Перемога  | 11–9  | 2010 | Danish Open (теніс), Copenhagen, Данія      | International | Тверде (i) | Юлія Гергес         | Віталія Дяченко Тетяна Пучек             | 6–4, 6–4               |
| Поразка   | 11–10 | 2011 | Monterrey Open, Мексика                     | International | Тверде     | Ваня Кінг           | Івета Бенешова Барбора Стрицова          | 7–6(10–8), 2–6, [6–10] |
| Поразка   | 11–11 | 2011 | Linz Open, Австрія                          | International | Тверде (i) | Юлія Гергес         | Марина Еракович Олена Весніна            | 5–7, 1–6               |
| Поразка   | 11–12 | 2012 | Open GDF Suez, Paris, Франція               | Premier       | Тверде (i) | Петра Мартич        | Лізель Губер Ліза Реймонд                | 6–7(3–7), 1–6          |
| Поразка   | 11–13 | 2012 | Stuttgart Open, Німеччина                   | Premier       | Ґрунт (i)  | Юлія Гергес         | Івета Бенешова Барбора Стрицова          | 4–6, 5–7               |
| Поразка   | 11–14 | 2012 | Gastein Ladies, Bad Gastein, Австрія        | International | Ґрунт      | Петра Мартич        | Джилл Крейбас Юлія Гергес                | 7–6(7–4), 4–6, [9–11]  |
| Поразка   | 11–15 | 2012 | Toray Pan Pacific Open, Tokyo, Японія       | Premier 5     | Тверде     | Квета Пешке         | Ракел Атаво Абігейл Спірс                | 1–6, 4–6               |
| Перемога  | 12–15 | 2012 | Linz Open (2), Австрія                      | International | Тверде (i) | Квета Пешке         | Юлія Гергес Барбора Стрицова             | 6–3, 6–4               |
| Поразка   | 12–16 | 2013 | Brisbane International, Австралія           | Premier       | Тверде     | Квета Пешке         | Бетані Маттек-Сендс Саня Мірза           | 6–4, 4–6, [7–10]       |
| Перемога  | 13–16 | 2013 | Brussels Open, Бельгія                      | Premier       | Ґрунт      | Квета Пешке         | Габріела Дабровскі Шахар Пеєр            | 6–0, 6–3               |
| Поразка   | 13–17 | 2013 | Nuremberg Cup, Німеччина                    | International | Ґрунт      | Квета Пешке         | Ралука Олару Валерія Соловйова           | 6–2, 6–7(3–7), [9–11]  |
| Поразка   | 13–18 | 2013 | Canadian Open, Toronto, Канада              | Premier 5     | Тверде     | Квета Пешке         | Єлена Янкович Катарина Среботнік         | 7–5, 2–6, [6–10]       |
| Поразка   | 13–19 | 2013 | Cincinnati Masters, США                     | Premier 5     | Тверде     | Квета Пешке         | Сє Шувей Пен Шуай                        | 6–2, 3–6, [10–12]      |
| Перемога  | 14–19 | 2014 | Open GDF Suez, Paris, Франція               | Premier       | Тверде (i) | Квета Пешке         | Тімеа Бабош Крістіна Младенович          | 6–7(7–9), 6–4, [10–5]  |
| Поразка   | 14–20 | 2016 | Linz Open, Австрія                          | International | Тверде (i) | Квета Пешке         | Кікі Бертенс Юганна Ларссон              | 6–4, 2–6, [7–10]       |
| Перемога  | 15–20 | 2017 | WTA Prague Open, Чехія                      | International | Ґрунт      | Квета Пешке         | Луціє Градецька Катержина Сінякова       | 6–4, 7–6(7–3)          |
| Поразка   | 15–21 | 2017 | Canadian Open, Toronto, Канада              | Premier 5     | Тверде     | Квета Пешке         | Катерина Макарова Олена Весніна          | 0–6, 4–6               |
| Перемога  | 16–21 | 2018 | Stuttgart Open (2), Німеччина               | Premier       | Ґрунт (i)  | Ракел Атаво         | Ніколь Меліхар Квета Пешке               | 6–4, 6–7(5–7), [10–5]  |
| Поразка   | 16–22 | 2018 | Linz Open, Австрія                          | International | Тверде (i) | Ракель Атаво        | Кірстен Фліпкенс Юханна Ларссон          | 6–4, 4–6, [5–10]       |
| Поразка   | 16–23 | 2018 | Qatar Ladies Open, Doha, Катар              | Premier       | Тверде     | Демі Схюрс          | Чжань Хаоцін Латіша Чжань                | 1–6, 6–3, [6–10]       |
| Перемога  | 17–23 | 2019 | Volvo Car Open, США                         | Premier       | Ґрунт      | Аліція Росольська   | Ірина Хромачова Вероніка Кудерметова     | 7–6(9–7), 6–2          |
| Поразка   | 17–24 | 2019 | Мастерс Рим, Rome, Італія                   | Premier 5     | Ґрунт      | Демі Схюрс          | Вікторія Азаренко Ешлі Барті             | 6–4, 0–6, [3–10]       |
| Поразка   | 17–25 | 2019 | Birmingham Classic, Велика Британія         | Premier       | Трава      | Демі Схюрс          | Сє Шувей Барбора Стрицова                | 4–6, 7–6(7–4), [8–10]  |
| Поразка   | 17–26 | 2019 | Canadian Open, Toronto, Канада              | Premier 5     | Тверде     | Демі Схюрс          | Барбора Крейчикова Катержина Сінякова    | 5–7, 0–6               |
| Поразка   | 17–27 | 2019 | Cincinnati Masters, США                     | Premier 5     | Тверде     | Демі Схюрс          | Луціє Градецька Андрея Клепач            | 4–6, 1–6               |

## Зовнішні посилання
- Досьє на сайті WTA [Архівовано 29 червня 2017 у Wayback Machine.]

- Анна-Лена Гренефельд на сайті WTA
- Анна-Лена Гренефельд на сайті ITF
- Анна-Лена Гренефельд на сайті Кубку Біллі Джин Кінг
- Anna-Lena Gronefeld на сайті Міжнародного олімпійського комітету

| Тенісист | Це незавершена стаття про тенісиста чи тенісистку. Ви можете допомогти проєкту, виправивши або дописавши її. |

1. ↑  Player Profile // WTA website
2. ↑  Deutsche Nationalbibliothek Record #1034732811 // Gemeinsame Normdatei — 2012—2016.